# 9月27日
9月27日是阳历一年中的第270天（闰年第271天），离全年的结束还有95天。

## 大事记

### 19世紀以前
- 1529年：鄂圖曼帝國軍隊進行維也納之圍。
- 1540年：耶稣会作为一个僧团，正式由教宗批准。
- 1787年：美国宪法送交各州表决认可。

### 19世紀
- 1821年：墨西哥从西班牙治下获得独立。
- 1822年：尚-法蘭索瓦·商博良在寫給巴黎文字與圖書學院的一封信中，宣佈他破譯羅塞塔石碑上埃及象形文字的初步成果。
- 1825年：第一条蒸汽机火车线路在英国开始營運。
- 1851年：英國東印度公司在新加坡白礁的岩礁上啟用霍士堡燈塔，該燈塔後來成為領土爭議（英语：Pedra Branca dispute）的對象。
- 1854年：北冰洋号客轮（英语：SS Arctic）在大西洋沉没，三百名旅客丧生。

### 20世紀
- 1905年：德裔物理學家阿爾伯特·愛因斯坦在《物理年鑑》論文中首度提及「E=mc²」方程式。
- 1907年：新西兰获自治地位。
- 1908年：美國福特汽車研製的首部汽車福特T型車開始在密西根州底特律工廠大量生產。
- 1913年：孔教会在山东曲阜召开第一次全国大会。
- 1913年：孙中山组建中华革命党。
- 1918年：保加利亚发生拉多米尔起义。
- 1928年：中华民国國民政府正式受到美国政府的承认。
- 1937年：巴厘虎滅絕。
- 1939年：第二次世界大战：波兰向入侵的纳粹德国和苏联军队投降。
- 1940年：第二次世界大战：纳粹德国、意大利王国、大日本帝国在柏林签署《三国同盟条约》，正式确立轴心国同盟关系。
- 1949年：中国人民政治协商会议第一届全体会议把五星红旗定为国旗、《义勇军进行曲》为代国歌，毛泽东当选中央人民政府主席，周恩来为政务院总理。
- 1955年：中华人民共和国主席毛泽东在北京授予朱德、彭德怀、林彪等十人以中华人民共和国元帅军衔。
- 1955年：中國國務院總理周恩來在北京授予粟裕、徐海東、黄克诚等十人中國人民解放軍大將軍銜。
- 1959年：日本本州岛遭到颱風薇拉袭击，近五千人死亡。
- 1965年：美國特技飛行及賽車好手比蒂斯凱爾頓在猶他州駕駛特製汽車，以時速277英里打破當時女性駕駛汽車最快的紀錄[來源請求]。
- 1975年：西班牙佛朗哥独裁政权对五名反政府武装分子执行死刑，为西班牙废除死刑前的最后一次死刑。
- 1979年：世界旅遊組織第三次代表大會確定當日為「世界旅遊日」。
- 1981年：泰国自制火箭试验成功。
- 1981年：法國高速列車首條路線正式營運，來往巴黎與里昂之間。
- 1982年：香港麗的電視於香港時間夜晚六時半易名為亞洲電視，新台徽同時啟用，麗的一台易名為亞視中文台，麗的二台易名為亞視英文台。
- 1982年：英國首相柴契爾夫人在北京與趙紫陽展開對話，趙紫陽表示中國政府要收回香港，但不會影響香港繁榮安定。香港恒生指數隨即下跌25點。
- 1983年：美國軟體開發者理查德·斯托曼宣佈類Unix系統GNU的計劃，這是GNU計劃開發的第一個自由軟體。
- 1983年：香港立法局通過法案接管恆隆銀行。
- 1987年：七国集团（G7）财长首次会晤。
- 1988年：加拿大田径选手本·约翰逊在获得奥运会男子百米田径金牌后被查出服用了兴奋剂，禁赛兩年。
- 1988年：中国核潜艇成功在水下发射运载火箭。
- 1988年：昂山素季创立缅甸政党全國民主聯盟。
- 1989年：越南从柬埔寨撤出最后一批2万6千人的军队。
- 1991年：世界林业大会通过《巴黎声明》。
- 1993年：颱風黛蒂吹襲香港，暴雨成災。
- 1993年：香港《明報》記者席揚因在北京竊取國家金融機密被捕。
- 1996年：阿富汗塔利班武装夺取首都喀布尔。
- 1997年：中国大陆的最高文学奖鲁迅奖评选开始。
- 1998年：任内推动东西德合并的德国总理赫尔穆特·科尔在选举中落败下台。

### 21世紀
- 2002年：東帝汶加入聯合國。
- 2003年：SMART-1正式升空。
- 2005年：埃及總統穆巴拉克正式宣誓就任新一屆總統，任期六年。
- 2007年：美国国家航空航天局所研发配备有离子推力器的无人太空探测器黎明号自佛罗里达州卡纳维拉尔角空军基地发射升空。
- 2008年：中国航天员翟志刚步出神舟七号载人航天飞船，执行太空行走任务，成为首个太空行走的中国航天员。
- 2016年：香港受強颱風鮎魚下沉氣流影響，当日最高气温达34.9摄氏度，為自1963年以來，近53年最熱的9月天。[1]
- 2017年：台北市当日最高气温38.6摄氏度，創下台北有气象记录121年來9月最高溫紀錄。[2]
- 2020年：2020年9月納戈爾諾－卡拉巴赫衝突:亞塞拜疆與亞美尼亞在納戈爾諾-卡拉巴赫地區爆發激烈軍事衝突，亞美尼亞宣佈戒嚴令以及進入戰爭狀態開始全國總動員，亞塞拜疆則宣佈實行戒嚴和宵禁。
- 2020年：大韓民國政府向中華人民共和國政府移交第7批志願軍遺骸和遺物。
- 2022年：由俄羅斯控制的頓涅茨克人民共和國、盧甘斯克人民共和國、俄占赫爾松和俄占扎波羅熱通過加入俄羅斯的吞併公投。

## 出生
- 1389年：科西莫·德·麥地奇，義大利銀行家、政治人物（1464年逝世）
- 1533年：巴托里·斯特凡，波蘭國王（1586年逝世）
- 1601年：路易十三，法蘭西國王（1643年逝世）
- 1781年：威廉一世，符騰堡國王（1864年逝世）
- 1783年：阿古斯汀一世，墨西哥皇帝（1824年逝世）
- 1793年：遠山景元，日本江戶時代旗本（1855年逝世）
- 1818年：阿道夫·威廉·赫爾曼·科爾貝，德國化學家（1884年逝世）
- 1824年：班傑明·阿普索普·古爾德，美國天文學家（1896年逝世）
- 1839年：高杉晉作，日本革命家、武士（1867年逝世）
- 1840年：阿爾弗雷德·赛耶·馬汉，美國海軍戰略思想家（1944年逝世）
- 1871年：格拉齊亞·黛萊達，義大利薩丁島自然主義流派作家，1926年諾貝爾文學獎得主（1936年逝世）
- 1879年：漢斯·哈恩，奧地利數學家（1934年逝世）
- 1882年：埃利·奈伊，德國鋼琴家（1968年逝世）
- 1886年：魏特琳，美國基督會在華傳教士，南京大屠殺見證者（1941年逝世）
- 1892年：米哈伊爾·克拉夫丘克，蘇聯數學家（1942年逝世）
- 1906年：阿爾瑪·維瑟爾斯·約翰，美國護士、通訊作家、廣播電視名人、民權活動家（1986年逝世）
- 1912年：吳重孝，越南政治人物
- 1913年：阿爾伯特·艾利斯，美國臨床心理學家、美國性解放運動先驅（2007年逝世）
- 1918年：馬丁·賴爾，英國無線電天文學家，1974年諾貝爾物理學獎得主（1984年逝世）
- 1919年：詹姆斯·哈迪·威爾金森，英國數學家、計算機科學家（1986年逝世）
- 1924年：鄧碧雲，香港演員（1991年逝世）
- 1929年：亨利·E·霍爾特，美國天文學家（2019年逝世）
- 1929年：管管，台灣著名現代詩人，以「詩人管管」之名享譽台灣（2021年逝世）
- 1932年：謝夫·班特，英格蘭職業足球運動員（1958年逝世）
- 1932年：奥利弗·威廉姆森，美國經濟學家，2009年諾貝爾經濟學獎得主（2020年逝世）
- 1935年：傑里·希普，美國男子籃球運動員（2021年逝世）
- 1936年：洪瑞松，臺灣心臟科醫生（2022年逝世）
- 1940年：麥沙·艾哈邁德·賈比爾·薩巴赫，科威特埃米爾
- 1943年：阿梅迪奧·茨沃尼米爾，奧斯塔公爵和克羅埃西亞王位覬覦者（2021年逝世）
- 1945年：雪妮，香港女演員（2025年逝世）
- 1946年：尼科斯·阿纳斯塔夏季斯，賽普勒斯政治人物，現任賽普勒斯總統
- 1947年：肉卷，美國男歌手、演員（2022年逝世）
- 1950年：拉惹柏特拉，馬來西亞政治評論家、部落客（2024年逝世）
- 1952年：星野道夫，日本攝影師（1996年逝世）
- 1952年：歐文·威爾許，蘇格蘭作家、編剧、短片導演
- 1953年：崔浩然，台灣男演員
- 1953年：宮坂力，日本化學家
- 1954年：高妙思，香港女演員（2024年逝世）
- 1954年：西尔维斯特·特纳，美國律師、政治人物（2025年逝世）
- 1961年：劉德華，香港演員、歌手
- 1961年：新房昭之，日本動畫導演
- 1963年：傅彪，中國演員（2005年逝世）
- 1963年：榎戶洋司，日本動畫編劇、小說家
- 1965年：史蒂夫·科爾，美國職業籃球運動員
- 1967年：蘇強文，香港男配音員
- 1968年：蔡岳勳，台灣導演
- 1968年：玛丽·基维涅米，芬蘭政治人物，第41任芬蘭總理
- 1970年：羽生善治，日本將棋选手，首个達成七冠王的棋士
- 1971年：李亞鵬，中國演員
- 1971年：吳宗憲，台灣立法委員
- 1973年：印第拉·巴瑪，英國女演員
- 1974年：許美靜，新加坡歌手
- 1975年：李璨琛，香港演員
- 1976年：楊明娜，中國女演員
- 1976年：杜奕瑾，臺灣軟體工程師
- 1976年：弗朗切斯科·托蒂，意大利職業足球運動員
- 1977年：余迪偉，香港商業電台唱片騎師
- 1980年：邵大倫，台灣男歌手、電視節目主持人
- 1980年：朝青龍明德，蒙古國相撲力士，第68代橫綱
- 1982年：小韋恩，美國男歌手
- 1983年：鄧上文，香港女藝人
- 1983年：全慧彬，韓國女演員
- 1983年：吳建飛，中國男藝人
- 1984年：艾薇兒·拉維尼，加拿大流行搖滾歌手、歌曲創作者、演員
- 1986年：塔拉·韋斯特弗，美國作家、歷史學家
- 1986年：裴瑟琪，韓國女演員
- 1987年：金株英，韓國男演員
- 1988年：何傲兒，香港女藝人
- 1988年：鄭筠熹，台灣女藝人
- 1988年：莎菲拉克利斯塔，美國變裝皇后
- 1989年：大久保瑠美，日本女性聲優
- 1989年：翁鈺鈞，台灣女歌手
- 1990年：李沁，中國女演員
- 1990年：種崎敦美，日本女性聲優
- 1991年：白安，台灣創作女歌手
- 1991年：內田理央，日本女演員
- 1991年：森竣，馬來西亞華裔男演員、歌手
- 1992年：王彙筑，台灣創作歌手
- 1992年：格蘭尼特·扎卡，瑞士足球運動員
- 1995年：權恩妃，韓國女子偶像團體IZ*ONE隊長
- 1996年：伊曼·本·阿卜杜拉，约旦公主
- 1998年：金亨瑞，韓國女歌手
- 1997年：劉羽謙，台灣演員
- 1999年：卢昱晓，中国女演员
- 2000年：安那，台灣歌手
- 2001年：結那，日本女演員、模特兒、聲優、歌手
- 2001年：中村麗乃，日本女子偶像團體乃木坂46成員
- 2001年：姜昭恩，韓國女子偶像團體Weki Meki成員
- 2002年：珍娜·奧特嘉，美國女演員
- 2004年：若奧·內維斯，葡萄牙職業足球運動員

## 逝世
- 1536年：費麗切·德拉·羅維雷，義大利貴族（約1483年出生）
- 1557年：後奈良天皇，日本第105代天皇（1497年出生）
- 1783年：艾蒂安·貝祖，法國數學家（1730年出生）
- 1793年：拉法耶·蘭帝瓦，瓜地馬拉詩人（1731年出生）
- 1838年：貝爾納·庫爾圖瓦，法國化學家（1777年出生）
- 1860年：路德維希·萊爾斯塔勃，德國詩人、音樂評論家（1799年出生）
- 1917年：埃德加·德加，法国印象派画家（1834年出生）
- 1932年：巴頓·沃倫·艾夫曼，美國魚類學家（1853年出生）
- 1943年：陳潭秋，中國共產黨創始人之一，中共一大代表，被新疆省政府主席盛世才殺害（1896年出生）
- 1943年：毛澤民，毛澤東的弟弟，被新疆軍閥盛世才殺害（1896年出生）
- 1965年：克拉拉·鮑，美國女演員（1905年出生）
- 1983年：王司馬，香港漫畫家（1940年出生）
- 1985年：龙治民、闫淑霞，中国连环杀人犯
- 1986年：克利夫·波顿，金属乐队的贝斯手（1962年出生）
- 1992年：張樂平，中國漫畫家、三毛之父（1910年出生）
- 1993年：詹姆斯·哈羅德·杜立德，美國空軍將領、傑出的特技飛行員和航空工程師（1896年出生）
- 1996年：李鐵，香港電影導演（1913年出生）
- 2004年：蔡萬霖，台灣企業家，過世時名列台灣首富，全球富豪排行第94名（1924年出生）
- 2007年：長井健司，日本攝影記者（1957年出生）
- 2014年：张贤亮，中国作家（1936年出生）
- 2017年：休·海夫納，美國企業家，《花花公子》雜誌創刊人（1926年出生）
- 2020年：富田耕生，日本男性聲優（1936年出生）
- 2020年：竹內結子，日本女演員（1980年出生）
- 2021年：林西莉，瑞典漢學家（1932年出生）
- 2022年：，西班牙職業足球運動員（1947年出生）
- 2023年：王文興，臺灣作家（1939年出生）
- 2023年：邁可·坎邦，英國男演員（1940年出生）
- 2024年：瑪姬·史密斯，英國女演員（1934年出生）
- 2024年：哈桑·纳斯鲁拉，黎巴嫩真主党总书记。（1960年出生）
- 2024年：阿巴斯·尼爾福魯尚，伊朗伊斯蘭革命衛隊准將。（1966年出生）

## 节假日和习俗
- 世界旅游日
- 比利时：法語社區日（英语：French Community Holiday）
- ：独立日
- 土耳其：海軍節